# 江戸崎町
江戸崎町（えどさきまち）は、茨城県稲敷郡にかつて存在した町である。

## 地理

### 隣接していた自治体
- 牛久市
- 龍ケ崎市
- 稲敷郡
  - 阿見町
  - 新利根町
  - 東町
  - 桜川村
  - 美浦村

## 歴史

### 沿革
- 1889年（明治22年）4月1日 - 町村制の施行により、信太郡江戸崎村、犬塚村が合併し、信太郡江戸崎町が発足。
- 1896年（明治29年）4月1日 - 郡制の施行のため、郡の統廃合により、稲敷郡江戸崎町となる。
- 1953年（昭和28年）5月18日 - 国道125号が制定。
- 1954年（昭和29年）11月3日 - 稲敷郡江戸崎町・君賀村・沼里村・鳩崎村・高田村が合併し、あらためて稲敷郡江戸崎町が発足。
- 1982年（昭和57年）4月1日 - 国道408号が制定。
- 2005年（平成17年）3月22日 - 江戸崎町は新利根町・東町・桜川村とともに合併し稲敷市が発足。江戸崎町は消滅。

### 行政区域変遷
- 変遷の年表

| 江戸崎町町域の変遷（年表） | 江戸崎町町域の変遷（年表） | 江戸崎町町域の変遷（年表） |
| 年                         | 月日                       | 旧江戸崎町町域に関連する行政区域変遷 |
| -------------------------- | -------------------------- | --- |
| 1889年（明治22年）         | 4月1日                     | 町村制施行により、以下の町村が発足。 - 信太郡 - 江戸崎町 ← 江戸崎村・犬塚村 - 君賀村 ← 村田村・羽賀村・松山村・上君山村・下君山村 - 沼里村 ← 蒲ケ山村・月出里村・時崎村・沼田村・小羽賀村 - 鳩崎村 ← 鳩崎村・佐倉村・古渡村 - 河内郡 - 高田村 ← 高田村・椎塚村・駒塚村・桑山村 |
| 1896年（明治29年）         | 4月1日                     | 信太郡・河内郡が合併し稲敷郡が発足。 |
| 1954年（昭和29年）         | 11月3日                    | 江戸崎町・君賀村・沼里村・鳩崎村・高田村が合併し江戸崎町が発足。 |
| 2005年（平成17年）         | 3月22日                    | 江戸崎町は新利根町・東町・桜川村とともに合併し稲敷市が発足。江戸崎町は消滅。 |

- 変遷表

| 江戸崎町町域の変遷表 | 江戸崎町町域の変遷表 | 江戸崎町町域の変遷表 | 江戸崎町町域の変遷表 | 江戸崎町町域の変遷表      | 江戸崎町町域の変遷表 | 江戸崎町町域の変遷表     | 江戸崎町町域の変遷表   | 江戸崎町町域の変遷表 |
| 1868年 以前          | 1868年 以前          | 1868年 以前          | 明治22年 4月1日      | 明治22年 - 昭和19年       | 明治22年 - 昭和19年  | 昭和20年 - 昭和64年      | 平成元年 - 現在        | 現在                 |
| -------------------- | -------------------- | -------------------- | -------------------- | ------------------------- | -------------------- | ------------------------ | ---------------------- | -------------------- |
| 信太郡               |                      | 江戸崎村             | 江戸崎町             | 明治29年4月1日 稲敷郡発足 | 江戸崎町             | 昭和29年11月3日 江戸崎町 | 平成17年3月22日 稲敷市 | 稲敷市               |
| 信太郡               | 犬塚村               |                      | 江戸崎町             | 明治29年4月1日 稲敷郡発足 | 江戸崎町             | 昭和29年11月3日 江戸崎町 | 平成17年3月22日 稲敷市 | 稲敷市               |
| 信太郡               |                      | 村田村               | 君賀村               | 明治29年4月1日 稲敷郡発足 | 君賀村               | 昭和29年11月3日 江戸崎町 | 平成17年3月22日 稲敷市 | 稲敷市               |
| 信太郡               | 羽賀村               |                      | 君賀村               | 明治29年4月1日 稲敷郡発足 | 君賀村               | 昭和29年11月3日 江戸崎町 | 平成17年3月22日 稲敷市 | 稲敷市               |
| 信太郡               | 松山村               |                      | 君賀村               | 明治29年4月1日 稲敷郡発足 | 君賀村               | 昭和29年11月3日 江戸崎町 | 平成17年3月22日 稲敷市 | 稲敷市               |
| 信太郡               | 上君山村             |                      | 君賀村               | 明治29年4月1日 稲敷郡発足 | 君賀村               | 昭和29年11月3日 江戸崎町 | 平成17年3月22日 稲敷市 | 稲敷市               |
| 信太郡               | 下君山村             |                      | 君賀村               | 明治29年4月1日 稲敷郡発足 | 君賀村               | 昭和29年11月3日 江戸崎町 | 平成17年3月22日 稲敷市 | 稲敷市               |
| 信太郡               |                      | 蒲ケ山村             | 沼里村               | 明治29年4月1日 稲敷郡発足 | 沼里村               | 昭和29年11月3日 江戸崎町 | 平成17年3月22日 稲敷市 | 稲敷市               |
| 信太郡               | 月出里村             |                      | 沼里村               | 明治29年4月1日 稲敷郡発足 | 沼里村               | 昭和29年11月3日 江戸崎町 | 平成17年3月22日 稲敷市 | 稲敷市               |
| 信太郡               | 時崎村               |                      | 沼里村               | 明治29年4月1日 稲敷郡発足 | 沼里村               | 昭和29年11月3日 江戸崎町 | 平成17年3月22日 稲敷市 | 稲敷市               |
| 信太郡               | 沼田村               |                      | 沼里村               | 明治29年4月1日 稲敷郡発足 | 沼里村               | 昭和29年11月3日 江戸崎町 | 平成17年3月22日 稲敷市 | 稲敷市               |
| 信太郡               | 小羽賀村             |                      | 沼里村               | 明治29年4月1日 稲敷郡発足 | 沼里村               | 昭和29年11月3日 江戸崎町 | 平成17年3月22日 稲敷市 | 稲敷市               |
| 信太郡               |                      | 鳩崎村               | 鳩崎村               | 明治29年4月1日 稲敷郡発足 | 鳩崎村               | 昭和29年11月3日 江戸崎町 | 平成17年3月22日 稲敷市 | 稲敷市               |
| 信太郡               | 佐倉村               |                      | 鳩崎村               | 明治29年4月1日 稲敷郡発足 | 鳩崎村               | 昭和29年11月3日 江戸崎町 | 平成17年3月22日 稲敷市 | 稲敷市               |
| 信太郡               | 古渡村               |                      | 鳩崎村               | 明治29年4月1日 稲敷郡発足 | 鳩崎村               | 昭和29年11月3日 江戸崎町 | 平成17年3月22日 稲敷市 | 稲敷市               |
| 河内郡               |                      | 高田村               | 高田村'              | 明治29年4月1日 稲敷郡発足 | 高田村'              | 昭和29年11月3日 江戸崎町 | 平成17年3月22日 稲敷市 | 稲敷市               |
| 河内郡               | 椎塚村               |                      | 高田村'              | 明治29年4月1日 稲敷郡発足 | 高田村'              | 昭和29年11月3日 江戸崎町 | 平成17年3月22日 稲敷市 | 稲敷市               |
| 河内郡               | 駒塚村               |                      | 高田村'              | 明治29年4月1日 稲敷郡発足 | 高田村'              | 昭和29年11月3日 江戸崎町 | 平成17年3月22日 稲敷市 | 稲敷市               |
| 河内郡               | 桑山村               |                      | 高田村'              | 明治29年4月1日 稲敷郡発足 | 高田村'              | 昭和29年11月3日 江戸崎町 | 平成17年3月22日 稲敷市 | 稲敷市               |

## 交通

### 道路
- 一般国道
  - 国道125号
  - 国道408号
- 主要地方道
  - 茨城県道5号竜ヶ崎潮来線
  - 茨城県道25号土浦江戸崎線
  - 茨城県道49号江戸崎新利根線
- 一般県道
  - 茨城県道103号江戸崎下総線
  - 茨城県道107号江戸崎神崎線
  - 茨城県道206号新川江戸崎線
  - 茨城県道231号稲敷阿見線

## 行政

### 歴代町長[2]
| 代   | 氏名       | 就任年月日     | 退任年月日     | 備考                   |
| ---- | ---------- | -------------- | -------------- | ---------------------- |
| 初代 | 岩月元雄   | 1954年12月4日  | 1958年12月3日  |                        |
| 2代  | 寺内大作   | 1958年12月4日  | 1962年12月3日  |                        |
| 3代  | 岡沢芳次郎 | 1962年12月4日  | 1970年12月3日  |                        |
| 4代  | 関口七之助 | 1970年12月4日  | 1979年11月17日 |                        |
| 5代  | 根本清蔵   | 1979年12月23日 | 1987年12月22日 | 元茨城県議会副議長     |
| 6代  | 筧信       | 1987年12月23日 | 2005年3月21日  | 稲敷市長筧信太郎の父。 |

## 名所・旧跡
- 大念寺
- 瑞祥院

## 出身者
- 筧信太郎 - 稲敷市長
- 筧信 - 元江戸崎町長
- 菊地恭一 - 元プロ野球選手